# مجلس الشورى البحريني 2002
مجلس الشورى البحريني 2002 (الفصل التشريعي الأول) من 14 ديسمبر 2002 حتى 14 ديسمبر 2006 ، تشكل المجلس بموجب الأمر الملكي رقم 41 لسنة 2002  الذي أصدره صاحب الجلالة الملك حمد بن عيسى آل خليفة ملك مملكة البحرين في 16 نوفمبر 2002 وترأس المجلس الدكتور فيصل رضي الموسوي.

## أعضاء مجلس الشورى
- الدكتور فيصل رضي الموسوي - رئيس مجلس الشورى
- عبدالرحمان محمد جمشير - النائب الأول للرئيس
- منصور حسن بن رجب - النائب الثاني للرئيس منذ 9 أكتوبر 2004
- خالد حسين المسقطي - النائب الثاني للرئيس سابقاً خلال الفترة 11 أكتوبر 2003 حتى 9 أكتوبر 2004
- عبدالحسن إبراهيم بوحسين - النائب الثاني للرئيس سابقاً خلال الفترة 14 ديسمبر 2002 حتى 11 أكتوبر 2003
- جمال محمد فخرو
- المجد إبراهيم بشمي
- السيد إبراهيم نونو
- أحمد عبدالكريم بوعلاي
- أليس توماس سمعان
- جلال أحمد منصور العالي
- جميل علي المتروك
- السيد حبيب مكي هاشم
- الدكتور حمد علي السليطي
- حصد مبارك النعيمي
- الشيخ الدكتور خالد بن خليفة بن دعيج آل خليفة
- خالد عبدالرسول الشريف
- سعود عبدالعزيز كانو
- عبدالجليل إبراهيم الطريف
- عبدالرحمان عبدالحسين جواهري
- عبدالرحمان محمد الغتم
- عبدالله عبدالرضا الشيخ سلمان العصفور
- عبدالمجيد يوسف الحواج
- عصام يوسف جناحي
- الشيخ الدكتور علي بن عبدالله بن خالد آل خليفة
- الدكتورة فخرية شعبان ديري
- الشيخ فهد بن أحمد بن راشد آل خليفة
- فيصل حسن فولاذ
- محمد إبراهيم الشروقي
- محمد حسن باقر جاسم رضي
- محمد هادي الحلواجي
- الدكتور مصطفى علي السيد
- الدكتور منصور محمد العريض
- الدكتورة ندى عباس حافظ
- الدكتورة نعيمة فيصل الدوسري
- الدكتور هاشم حسن الباش
- وداد محمد الفاضل
- يوسف صالح الصالح

## أدوار الانعقاد

### قائمة أدوار انعقاد مجلس الشورى البحريني 2002
| دور الانعقاد               | بداية الفترة   | نهاية الفترة  |
| -------------------------- | -------------- | ------------- |
| دور الانعقاد العادي الأول  | 14 ديسمبر 2002 | 30 مايو 2003  |
| دور الانعقاد العادي الثاني | 11 أكتوبر 2003 | 9 يونيو 2004  |
| دور الانعقاد العادي الثالث | 9 أكتوبر 2004  | 20 يوليو 2005 |
| دور الانعقاد العادي الرابع | 1 أكتوبر 2005  | 26 يوليو 2006 |